# Lepismium incachacanum
A Lepismium incachacanum egy epifita kaktusz, melyről kevés ismeret áll rendelkezésre és kultúrában is csak ritkán található meg.

## Elterjedése és élőhelye
Bolívia: Cochabamba; epifitikus 2200 m tengerszint feletti magasságban.

## Jellemzői
Szára kezdetben felegyenesedő, később csüngővé válik, hossza 1–2 m, gazdagon elágazik, oldalágai laposak, hullámos szélűek, 10–60 cm hosszúak, 50–60 mm szélesek, tövén 10–20 mm széles csupán. A bordák 1-1,5 mm vastagok mindössze. Areolái 4 mm átmérőjűek, 50-80 tövist hordoznak, megjelenésük hajszerű. Virágai 1-5-ös csoportokban fejlődnek, 9–10 mm hosszúak, a pericarpium rózsaszínű, a szirmok krémszínűek. Porzószálai sárgák, a bibe világossárga. Termése 6-7,5 mm átmérőjű gömbölyded, magentaszínű viaszos bogyó, a pikkelylevelek rajta maradhatnak. Magjai feketék, tojásdadok.

## Rokonsági viszonyai
A Lepismium subgenus tagja. A taxon közeli rokona a Lepismium cruciforme fajnak.